# Bengt Bratt

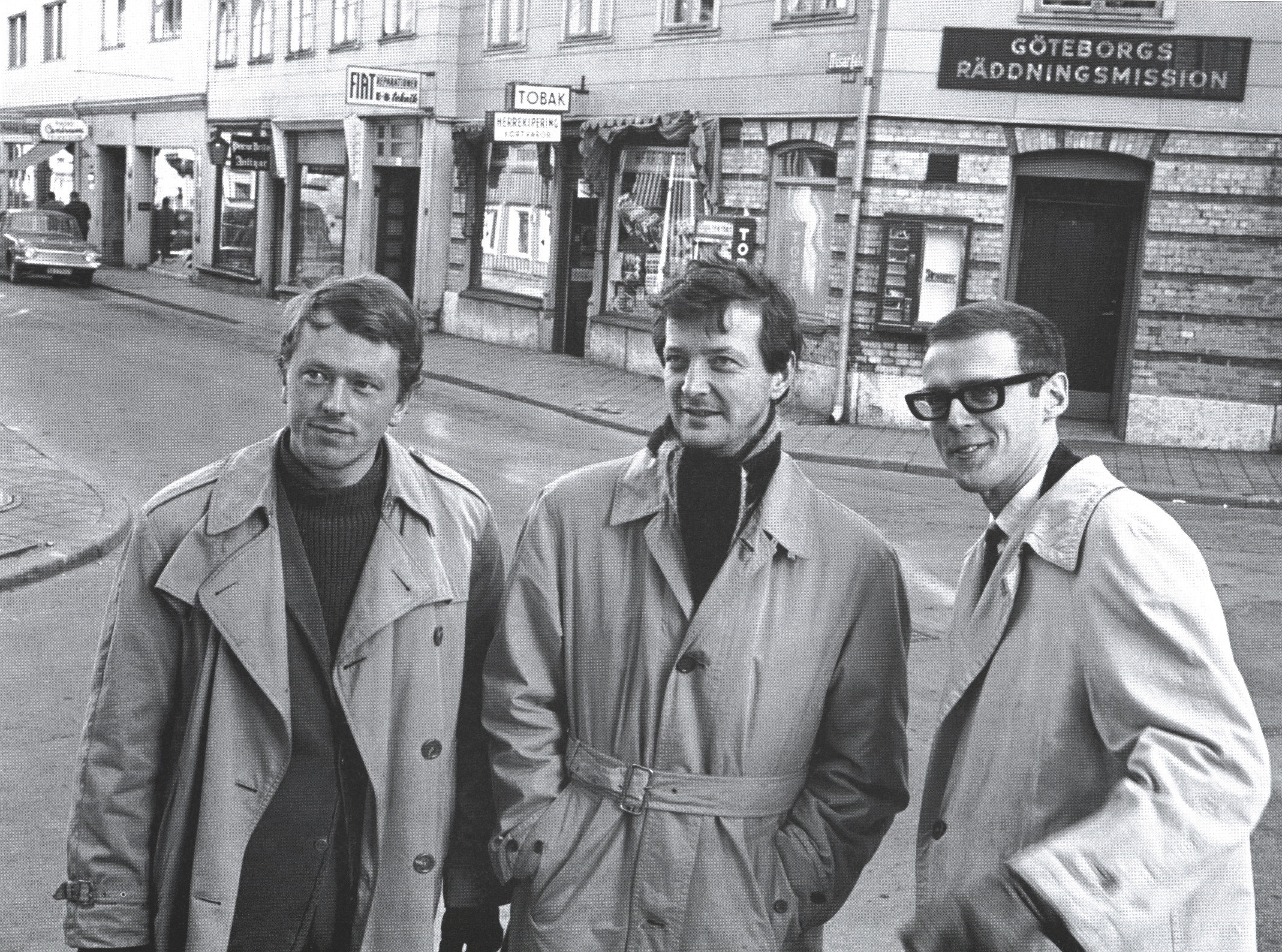
Bengt Bratt, Kent Andersson och Bo Hermansson vid inspelningen av Blå gatan 1965.

Bengt Arne Bratt, född 2 maj 1937 i Högboda i Värmland, är en svensk dramatiker. Han är främst känd som samhällsengagerad TV-dramatiker, särskilt för serien Hem till byn (1971–2006).

## Biografi
Efter realexamen 1954 var Bengt Bratt fabriks-, skogs- och hamnarbetare samt mentalsjukvårdare med mera under tio år.
1971 premiärvisades Bratts serie Hem till byn som blev en stor framgång. Regissör för större delen av denna serie är Jackie Söderman, som också regisserade de av Bratt skrivna TV-serierna Friställd (1969) och Charlotte Löwensköld och Anna Swärd (1981). Den sistnämnda är baserad på romaner av Selma Lagerlöf och finns även i långfilmsversion. I Friställd spelade Åsa Nelvin en av huvudrollerna (dottern).
Bratt har också skrivit scen- och radiopjäser. Tillsammans med Kent Andersson skrev han den uppmärksammade trilogin Flotten, Hemmet och Sandlådan 1967–1969. Dessa tre pjäser har spelats flitigt runt hela Europa och filmatiserades för TV 1972 med Kent Andersson i rollistan. Bengt Bratt och Kent Andersson skrev även manus till TV-serien Blå gatan, som ibland kallats för Sveriges första såpa. Tillsammans skrev de även pjäserna Tillståndet (1971) och Nya Kvasten (1978). Bratt är känd för sin förmåga att skriva enkla och realistiska men samtidigt dramatiskt laddade repliker. Han erhöll Aftonbladets litteraturpris 1968 och Värmländska Akademiens Lagerlöf 2007.
Bengt Bratt var gift första gången 1964–1971 med skådespelaren Pia Rydwall (1934–1999), andra gången 1976–1983 med skådespelaren Christina Stenius (född 1941) och tredje gången sedan 1988 med konstnären Barbro Mentzer (född 1944).

## Manus i urval
- 1965 – Nattcafé
- 1965 – Villa med staket
- 1966 – Blå gatan
- 1968 – Korridoren
- 1968 – Exercis
- 1969 – Friställd (TV-serie)
- 1971 – Hem till byn, avsnitt 1–6
- 1972 – Sandlådan
- 1973 – Krocken
- 1973 – Hem till byn, avsnitt 7–12
- 1975 – Gyllene år (TV-serie)
- 1976 – Hem till byn, avsnitt 13–20
- 1979 – Charlotte Löwensköld (långfilm)
- 1981 – Charlotte Löwensköld och Anna Swärd (TV-serie)
- 1984 – Träpatronerna
- 1988 – Träpatronerna
- 1990 – Hem till byn, avsnitt 21–26
- 1992 – Efter föreställningen
- 1995 – Hem till byn, avsnitt 27–32
- 1999 – Hem till byn, avsnitt 33–40
- 2002 – Hem till byn, avsnitt 41–46
- 2006 – Hem till byn, avsnitt 47–52

## Priser och utmärkelser
- 1965 – Litteraturfrämjandets stipendiat
- 1968 – Aftonbladets litteraturpris
- 1970 – Svenska Akademiens teaterpris
- 1977 – Landsbygdens författarstipendium
- 1996 – LRF:s litteraturpris
- 2005 – Litteris et Artibus
- 2007 – Värmländska Akademiens Lagerlöv